# Saunte
Saunte (tidl. Savnte, Sante, Sunde) ligger i Nordsjælland og er en landsby med 1.387 indbyggere  (2024) i Hornbæk Sogn, Helsingør Kommune, ca 3 km sydøst for Hornbæk. Landsbyen tilhører Region Hovedstaden.
Saunte er en gammel landsby, der under matrikelsystemets udarbejdelse omkring 1681 bestod af 10 gårde samt andre mindre bebyggelser. De 10 gårde eksisterede fortsat omkring år 1800, men siden da er fire af gårdene lagt sammen til én større gård, Sauntegård, der fortsat er landsbyens største. Hovedbygningen fra Sauntegård blev i 1981 sammen med den omkringliggende parkanlæg solgt fra under navnet Sauntehus, og blev i 1998 igen solgt til Sophiendal ApS, der har indrettet ejendommen som slotshotel under navnet (Sauntehus Slotshotel).
Saunte ligger ved Helsingør-Hornbæk-Gilleleje Banen og der er en jernbanestation i Saunte. I området vest for Saunte er der etableret et mindre erhvervs- og industriområde på tidligere landbrugsjorde, ligesom andre ejendomme er udstykket til bl.a. sommerhusgrunde.

Landsbyen har givet navn til Saunte-slægten, som bl.a. den tidligere socialdemokratiske borgmester i København Edel Saunte tilhørte.